# Exopropacris
Exopropacris is een geslacht van rechtvleugeligen uit de familie veldsprinkhanen (Acrididae). De wetenschappelijke naam van dit geslacht is voor het eerst geldig gepubliceerd in 1951 door Dirsh.

## Soorten
Het geslacht Exopropacris omvat de volgende soorten:
- Exopropacris captiosus Bolívar, 1908
- Exopropacris decipiens Karsch, 1900
- Exopropacris mellita Karsch, 1893
- Exopropacris modica Karsch, 1893
- Exopropacris rehni Sjöstedt, 1923
- Exopropacris sudanica Dirsh, 1951